# 萬式炯
萬式炯（1905年—1991年7月7日），生於貴州銅仁縣，國民革命軍陸軍中將。是貴州省主席王家烈之妻萬淑芬的姪兒。畢業於貴州陸軍崇武學校。在國民革命軍中歷任排長、連長、營長、團長，民國二十七年出任103師副師長，並被升為少將。在抗戰期間立下不少汗馬功勞，後被升為中將。民國38年在貴州通電宣佈服從中共，使中共佔領貴州。
中華人民共和國成立後歷任貴州人民政府參事室參事、副主任、貴州政協委員、常委、民革貴州省委常委、顧問、民革中央團結委員，1991年7月7日在貴陽去世。